# アメリカ領ヴァージン諸島副知事
アメリカ領ヴァージン諸島副知事の一覧。 
- デイヴィッド・アールマース（1969年7月1日 - 1973年2月20日[1]) -共和党
- 空席 - 1973年2月20日 - 1973年4月5日（上院議長クロード・モロイが副知事代行を務めた）[2]
- アニール・C・オット（1973年4月5日[3] - 1975年1月6日） - 民主党[1]
- フアン・フランシスコ・ルイス（1975年1月6日 - 1978年1月2日） - 独立市民運動
- 空席 - 1978年1月2日 - 1978年3月10日
- ヘンリー・A・ミリン（1978年3月10日[4] - 1983年1月） - 民主党
- フリオ・ブレイディ（1983年1月 - 1987年1月5日） - Dem.共和党
- デレク・M・ホッジ（1987年1月5日 - 1995年1月2日） - 民主党
- ケネス・マップ（1995年1月2日[5] - 1999年1月4日） - 無所属
- ジェラール・ルス・ジェームズ2世（1999年1月4日 - 2003年1月6日） - 民主党
- ヴァーグレイブ・リチャーズ（2003年1月6日 - 2007年1月1日） - 民主党
- グレゴリー・R・フランシス（2007年1月1日 - 現在） - 民主党